# Subaru Sambar
Subaru Sambar — безкапотна вантажівка та мікровен, виготовлена та продана компанією Subaru як перша в Японії вантажівка, що відповідає вимогам суворого класу податку на транспортні засоби Keitora (軽トラ) або Kei. Представлений у 1961 році у конфігураціях мікровен і пікап Kei, Sambar залишається у виробництві, зараз у своєму восьмому поколінні — починаючи з шостого покоління під маркою Daihatsu Hijet .
З моменту появи Sambar використовував заднє розташування двигуна та задній привід із кузовом на рамі, а не цільною конструкцією. Перші два покоління використовували двигуни з повітряним охолодженням від Subaru 360, а наступні покоління використовували двигуни з водяним охолодженням від Subaru Rex, Vivio та Pleo. У 1980 році повний привід став необов'язковим. 
Моделі Sambar виготовлялися в Китаї під назвою [三八], а також у Фінляндії на спільному підприємстві з Elcat Automotive. Пасажирські варіанти Sambar пізніше продавалися як Subaru Dias Wagon.